# Нарспі (опера)
«Нарспі́» (чув. «Нарспи») — опера чуваською мовою Григорія Хирбю на лібрето за поемою Костянтина Іванова.

## Історія
Було дві попередні спроби постановки опер на сюжет «Нарспі»: Ст. Іванішина та В. Пустильника. Обидві опери не були поставлені.
Григорій Хирбю працював над лібрето до своєї версії самостійно. Музична складова використовує народні пісні, фольклорні теми. Оркестр грає істотну роль в партитурі.

## Структура опери
Структура опери — номерна. В основі музично-драматичного дії — протиставлення двох образних сфер: позитивної (Нарспі, Сетнер, мати Сетнера, народ) і негативною (Міхедер, Тахтаман, Пліткарка).
У музичному відношенні твір поєднує в собі 2 типи оперної драматургії — епічний і психолого-драматичний. Риси епічної опери проявляються в оповідному розгортанні масових народних сцен, займають значне місце в кожній дії [пролог, перша та друга картини першого дії, третя картина другої дії (весілля), шоста картина третьої дії (реквієм)].
Втілення психологічної лінії музичної драматургії зосереджено у розвитку образу Нарспі. Інтонаційні характеристики головної героїні поступово змінюються від світлих аріозно-ліричних (романс Нарспі з 1-ї картини) до драматично напружених речитативних [арія з 4-ї картини (сцена вбивства Тахтамана)] і декламаційних (заключне аріозо з 6-ї картини).
Найважливішою основою музичної мови опери є інтонація чуваської народної пісні. У ряді хорових сцен використані народні мелодії. Серед них «Шӗшкӗлӗхре шыв юхать» (В ліщині струмочок тече, хороводна), перша картина, «Ака-суха юрри» (Нерозлучні з нами плуг і рало, застільна) і «ухать-и те тухмасть-и» (Вийде, чи не вийде наречена, весільна), третя картина.
Перша постановка відбулася 6 листопада 1967 року під керівництвом режисера Б. Маркова.
| Партія   | Голос   | Виконавець на прем'єрі, в 1967 році |
| -------- | ------- | ----------------------------------- |
| Нарспі   | Сопрано | Тамара Чумакова, Лідія Сорокіна     |
| Сетнер   | Тенор   | Михайло Кольцов, Іван Дем'янів      |
| Міхедер  | Бас     | Олексій Ковальов, Віктор Єлфімов    |
| Тахтаман | Баритон | Мефодій Денисов, Олександр Тимошин  |

## Сюжет
Дія відбувається в чуваськім селі Сільбі.

### Пролог
Хор виконує гімн людині праці.

### Перша дія

#### Картина перша
Місце дії: село Сільбі. Дівчина Нарспі та юнак Сетнер веселяться в хороводі молоді у дворі будинку її батька багатія Міхедера. Біля воріт з'являються свати від старого Тахтамана, за якого дівчину без її відома просватав батько.

#### Друга картина
На святі весни Сімек Нарспі й Сетнер змовляються зробити втечу. Сцена весілля з молодіжними іграми і танцями. Нарспі і Сетнер потайки залишають свято.

### Друга дія

#### Картина третя
Весілля в будинку багатія Міхедера. Гості помічають що наречена пропала. Незабаром її й юнака приводять назад. З'являються свати Тахтамана. Наречений виносить наречену з батьківського дому.

#### Четверта картина
Місце дії: будинок Тахтамана. Пліткарка повідомляє Тахтаману про нездійснений втечу Нарспі та Сетнера. Тахтаман карає дружину. Нарспі отруює чоловіка і біжить у ліс.

### Третя дія

#### П'ята картина
Сетнер дізнається про події з Нарспі та йде в ліс. Там він зустрічає Нарспі.

#### Картина шоста
Місце дії: село Сільбі, ніч. Приїжджають родичі Тахтамана щоби помститися. Вони вбивають Міхедера з дружиною. На допомогу з'являється Сетнер, але його вбивають. Нарспі накладає на себе руки. Виходить мати Сетнера. Сцена оплакування, Нарспі кладуть поруч із Сетнером.
Реквієм.

## Постановки
Прем'єра «Нарспі» відбулася 6 листопада 1967 на сцені Чуваського музичного театру, диригент Л. А. Ковальов, режисер Б. С. Марков, художник Н. П. Максимов, хормейстри Р. С. Максимов, Е. Т. Волкова, балетмейстер В. Ф. Богданов. Першими виконавцями головних партій стали: Л. С. Сорокіна, Т. В. Чумакова (Нарспі, сопрано); М. Ф. Кольцов, В. С. Дем'янов (Сетнер, тенор); А. В. Ковальов, В. І. Єлфімов (Міхедер, бас); А. В. Тимошин, М. І. Денисов (Тахтаман, баритон).
Нарспі — Л. Сорокіна, Т. Чумакова, Ст. Іванова, Тобто Бєлова; Сетнер — М. Кольцов, В. Дем'янов, Тобто Воробйов, Ст. Редичкин, С. Кондратьєв; Міхедер — А. Ковальов, Ст. Єлфімов, З. Степанов; Дружина Міхедера — Т. Миколаєва, А. Єгорова, Т. Соколова; Тахтаман — А. Тимошин, М. Денисов, А. Александров, Ю. Гордєєв; Мати Сетнера — Ст. Дмитрієва, Тобто Бєлова, А. Єгорова, Т. Соколова; Дружко — Р. Супонін, В. Калентьев, С. Кондратьєв; Пліткарка — Т. Супоніна, Ст. Дмитрієва, А.с Єгорова, Т. Соколова; Сваха — А. Єгорова, Т. Супоніна (6 листопада у виставі брали участь солісти, вказані першими).
25 листопада 1989 року спектакль був відновлений в тій же постановці; режисер Т. В. Чумакова, диригент Ш. К. Мегрелішвілі, художник Н. П. Максимов, хормейстер А. А. Фішер, балетмейстер М. Н. Нікіфоров.
З 2000 року опера виконується в оркестровій редакції Ст. Л. Фейгіна.
6 листопада 2007 виповнилося 40 років з дня прем'єри опери «Нарспі» Р. Хирбю.
| Партія           | Виконавець 7 листопада 2007 року |
| ---------------- | -------------------------------- |
| Нарспі           | Валентина Смирнова               |
| Сетнер           | Анатолій Канюка                  |
| Міхедер          | Михайло Мокшанов                 |
| Дружина Міхедера | Марія Мурзакова                  |
| Тахтаман         | Валерій Іванов                   |
| Мати Сетнера     | Зінаїда Прокоп'єва               |
| Дружко           | Василь Васильєв                  |
| Пліткарка        | Венера Іванова                   |
| Сват             | Костянтин Москальов              |
| Сваха            | Надія Степанова                  |

25 вересня 2014 року спектакль знову був відновлений у постановці Б. Маркова, але в 6 картинах і двох діях.
Режисер і балетмейстер Е. Р. Лемешевская, диригент О. С. Нестерова, сценографія — Ст. Ст. Федоров, декорації — Н. П. Максимов, художник по костюмах Н. Федорова, хормейстер А. А. Фішер.

## Нагороди
У 1969 році за постановку вистави Р. Я. Хирбю, Б. С. Маркову, Л. С. Сорокіної, Т. В. Чумакова, М. І. Денисову і А. В. Ковальову присуджена Державна премія Чуваської АРСР їм. К. В. Іванова.

## Гастролі
Театр гастролював з оперою в Йошкар-Олі (1972), Казані (1973), Ульяновську (1979), Москві (1990).